# 荒井七海
荒井 七海（あらい ななみ、1994年12月26日 - ）は、千葉県船橋市出身の男子陸上競技選手で、専門は中距離走。八千代松陰高校、東海大学体育学部競技スポーツ学科卒業。Honda陸上競技部所属。
1500mの元日本記録保持者で、室内の日本記録保持者。1マイルの日本記録保持者。

## 経歴
2015年、東海大学3年で日本選手権1500mに出場し、初優勝。
2017年から、Honda陸上競技部に所属。
2019年年1月から、バウワーマン・トラッククラブ（ＢＴＣ）で世界トップクラスの指導を受けてアメリカでトレーニングを行っている。
2月24日、アメリカのボストンで行われた競技会で1マイルに出場し、3分56秒60の室内日本新をマーク。
2020年2月27日、ボストンで行われた陸上の競技会で男子1500mに出場し、3分39秒51で自身の室内日本新記録を更新した。(直前の2月1日に3分41秒30の室内日本記録をマークしていた)
2021年5月29日、アメリカのオレゴン州で行われた陸上の競技会で男子1500mに出場し、3分37秒05の日本新記録をマーク。17年ぶりに小林史和の日本記録を0秒37更新したが、2か月弱後の7月17日に河村一輝が更新。